# Město aut
Město aut je americko-francouzská série dvanácti animovaných seriálů pro malé děti z let 2016–2019 uváděná na YouTube a Amazon Prime vytvořená společností Amuse Animation. Hlavními hrdiny pětiminutových epizod jsou autíčka a další dopravní prostředky. Všech dvanáct seriálů se odehrává ve stejném městě, pojmenovaném Město aut (Car City).
Ačkoliv auta mezi sebou mluví, jejich řeč není lidem srozumitelná a vše překládá a komentuje vypravěčka. V korejštině mluví June Yoon, v angličtině Malina Germanova.

## Seznam seriálů série
- Tiny Trucks (2016–2018, 20 epizod)[1]
- Odtahové auto Tom (Tom the Tow Truck, od 2016, 85 epizod)[2][3]
- Learn with Ted the Train (2016–2017, 14 epizod)[4]
- Ethan the Dump Truck (2016–2017, 48 epizod)[5]
- Construction Squad of Car City (2016–2017, 16 epizod)[6]
- Autohlídka (Car Patrol of Car City, 2016–2018, 54 epizod)[7][8]
- Tomova autolakovna (Tom's Paint Shop in Car City, 2016–2018, 46 epizod)[9][10]
- Supernáklaďák (Super Truck of Car City, 2016–2018, 52 epizod)[11][12]
- Vláček Troy (Troy the Train of Car City, 2016–2018, 51 epizod)[13][14]
- Tomova automyčka / Tomovo umývání auta (Tom's Car Wash of Car City, 2017–2018, 15 epizod)[15][16]
- Monster Town (2018, 19 epizod)[17]
- Supernáklaďák / Transformák Karel (Super Truck – Carl the Transformer, 2018, 14 epizod)[18][19][20]